# کمیته دائمی پلیتبوروی حزب کمونیست چین
کمیته دائمی پلیتبوروی حزب کمونیست چین کمیته‌ای ۷ نفره است که از رهبری ارشد حزب کمونیست چین تشکیل می‌شود. هر عضو وظایفی در خصوص یک حوزه مهم از امور ملی از قبیل اقتصاد، قانونگذاری، فساد امنیت داخلی یا پروپاگاندا را برعهده می‌گیرد. وظیفه رسمی آن انجام بحث‌های سیاستی و تصمیم‌گیری در خصوص مسایل عمده هنگامی است که پلیتبورو نشستی ندارد. بنا بر اساسنامه حزب، دبیرکل حزب کمونیست چین باید عضو کمیته دائمی پلیتبورو نیز باشد.

## اعضای کنونی
| شماره | پرتره                       | اطلاعات                     | اطلاعات          | مقام (ات) حزبی                                                  | مقام (ات) دولتی                                       |
| ----- | --------------------------- | --------------------------- | ---------------- | --------------------------------------------------------------- | ----------------------------------------------------- |
| اول   | Xi Jinping                  | نام                         | شی جین پینگ      | دبیرکل حزب کمونیست چین رئیس کمیسیون مرکزی نظامی حزب کمونیست چین | رئیس‌جمهور جمهوری خلق چین رئیس کمیسیون مرکزی نظامی چین |
| اول   | Xi Jinping                  | زادگاه                      | شیچنگ، پکن       | دبیرکل حزب کمونیست چین رئیس کمیسیون مرکزی نظامی حزب کمونیست چین | رئیس‌جمهور جمهوری خلق چین رئیس کمیسیون مرکزی نظامی چین |
| اول   | Xi Jinping                  | حوزه انتخابیه کنگره ملی خلق | کلی شانگهای      | دبیرکل حزب کمونیست چین رئیس کمیسیون مرکزی نظامی حزب کمونیست چین | رئیس‌جمهور جمهوری خلق چین رئیس کمیسیون مرکزی نظامی چین |
| اول   | Xi Jinping                  | عضو از                      | ۲۲ اکتبر ۲۰۰۷    | دبیرکل حزب کمونیست چین رئیس کمیسیون مرکزی نظامی حزب کمونیست چین | رئیس‌جمهور جمهوری خلق چین رئیس کمیسیون مرکزی نظامی چین |
|       |                             |                             |                  |                                                                 |                                                       |
| دوم   |                             | نام                         | لی چیانگ         | Party Secretary of شانگهای                                      |                                                       |
| دوم   | زادگاه                      | Rui'an, چجیانگ              |                  | Party Secretary of شانگهای                                      |                                                       |
| دوم   | حوزه انتخابیه کنگره ملی حزب | Shanghai at-large           |                  | Party Secretary of شانگهای                                      |                                                       |
| دوم   | عضو از                      | ۲۳ اکتبر ۲۰۲۲               |                  | Party Secretary of شانگهای                                      |                                                       |
|       |                             |                             |                  |                                                                 |                                                       |
| ۳ام   |                             | نام                         | جائو له‌جی        |                                                                 |                                                       |
| ۳ام   | زادگاه                      | شینینگ، چینگهای             |                  |                                                                 |                                                       |
| ۳ام   | حوزه انتخابیه کنگره ملی حزب | Heilongjiang at-large       |                  |                                                                 |                                                       |
| ۳ام   | عضو از                      | ۲۵ اکتبر ۲۰۱۷               |                  |                                                                 |                                                       |
|       |                             |                             |                  |                                                                 |                                                       |
| ۴ام   |                             | نام                         | وانگ هونینگ      |                                                                 |                                                       |
| ۴ام   | زادگاه                      | شانگهای                     |                  |                                                                 |                                                       |
| ۴ام   | حوزه انتخابیه کنگره ملی حزب | Hebei at-large              |                  |                                                                 |                                                       |
| ۴ام   | عضو از                      | ۲۵ اکتبر ۲۰۱۷               |                  |                                                                 |                                                       |
|       |                             |                             |                  |                                                                 |                                                       |
| ۵ام   | Cai Qi                      | نام                         | تسای چی          | دبیر دبیرخانه حزب کمونیست چین                                   |                                                       |
| ۵ام   | Cai Qi                      | زادگاه                      | یواشی، فوجیان    | دبیر دبیرخانه حزب کمونیست چین                                   |                                                       |
| ۵ام   | Cai Qi                      | حوزه انتخابیه کنگره ملی حزب | Beijing at-large | دبیر دبیرخانه حزب کمونیست چین                                   |                                                       |
| ۵ام   | Cai Qi                      | عضو از                      | ۲۳ اکتبر ۲۰۲۲    | دبیر دبیرخانه حزب کمونیست چین                                   |                                                       |
|       |                             |                             |                  |                                                                 |                                                       |
| ۶ام   | Ding Xuexiang               | نام                         | دینگ شه‌شیانگ     | قائم مقام دبیر حزبی شورای دولتی جمهوری خلق چین                  | معاون اول نخست‌وزیر جمهوری خلق چین                     |
| ۶ام   | Ding Xuexiang               | زادگاه                      | نانتانگ، جیانگسو | قائم مقام دبیر حزبی شورای دولتی جمهوری خلق چین                  | معاون اول نخست‌وزیر جمهوری خلق چین                     |
| ۶ام   | Ding Xuexiang               | حوزه انتخابیه کنگره ملی حزب | —                | قائم مقام دبیر حزبی شورای دولتی جمهوری خلق چین                  | معاون اول نخست‌وزیر جمهوری خلق چین                     |
| ۶ام   | Ding Xuexiang               | عضو از                      | ۲۳ اکتبر ۲۰۲۲    | قائم مقام دبیر حزبی شورای دولتی جمهوری خلق چین                  | معاون اول نخست‌وزیر جمهوری خلق چین                     |
|       |                             |                             |                  |                                                                 |                                                       |
| ۷ام   |                             | نام                         | لی شی            | دبیر کمیسیون مرکزی بازرسی انضباطی                               |                                                       |
| ۷ام   | زادگاه                      | شهرستان لیانگدانگ، گانسو    |                  | دبیر کمیسیون مرکزی بازرسی انضباطی                               |                                                       |
| ۷ام   | حوزه انتخابیه کنگره ملی حزب | Guangdong at-large          |                  | دبیر کمیسیون مرکزی بازرسی انضباطی                               |                                                       |
| ۷ام   | عضو از                      | ۲۳ اکتبر ۲۰۲۲               |                  | دبیر کمیسیون مرکزی بازرسی انضباطی                               |                                                       |